# Городиловичі
Городи́ловичі — колишнє село в Сокальському районі Львівської області, яке було знищене у 1946 році під час збройної боротьби між поляками та українцями.

## Історія
У 1772 році після першого розподілу Польщі село ввійшло до провінції Королівство Галичини та Володимирії імперії Габсбургів. У 1868 році збудували дерев'яну церкву Чуда св. Михаїла. У 1880 році було 450 греко-католиків і 110 римо-католиків, село належало до Сокальського повіту.
На 1 вересня 1939 року в селі мешкало 830 осіб, з них 680 українців-грекокатоликів, 100 українців-римокатоликів, 10 поляків, 40 євреїв. Село входило до ґміни Скоморохи Сокальського повіту Львівського воєводства Польської республіки. Греко-католики належали до парафії Ульвівок Варяжського деканату Перемишльської єпархії.
Після Другої світової війни село опинилося у складі Польщі. 21-25 липня 1947 року під час операції «Вісла» польська армія виселила з Городиловичів на щойно приєднані до Польщі північно-західні терени 49 українців. У селі залишилося 72 поляки.
За радянсько-польським обміном територіями 15 лютого 1951 року село передане до УРСР, а частина польського населення переселена до Нижньо-Устрицького району, включеного до складу ПНР.
На початку 1990-х роках у с. Городиловичі на місці спаленої поляками церкви збудували капличку, відновили символічну могилу Січових Стрільців, встановили пам'ятник та меморіальну плиту уродженцеві села начальникові штабу УПА-Південь Василеві Процюку (псевдо «Кропива») і повстанцям УПА, які загинули на цій території. 1996 року на місці випаленого села побудували меморіальний комплекс, де встановили 67 хрестів, які символізують стерті з лиця землі села Холмщини.

## Відомі люди

### Народилися
- Процюк Василь Яронович (псевдо: «Кропива») — † 13 червня 1944, с. Кордишів, Шумський район, Тернопільщина) — керівник штабу куреня «Крука» (Климишин Іван) (1943), організатор і керівник старшинської та підстаршинської шкіл на Шумщині, командир сотні, куреня, начальник штабу групи УПА-Південь (1943 — †13.06.1944).

## Галерея

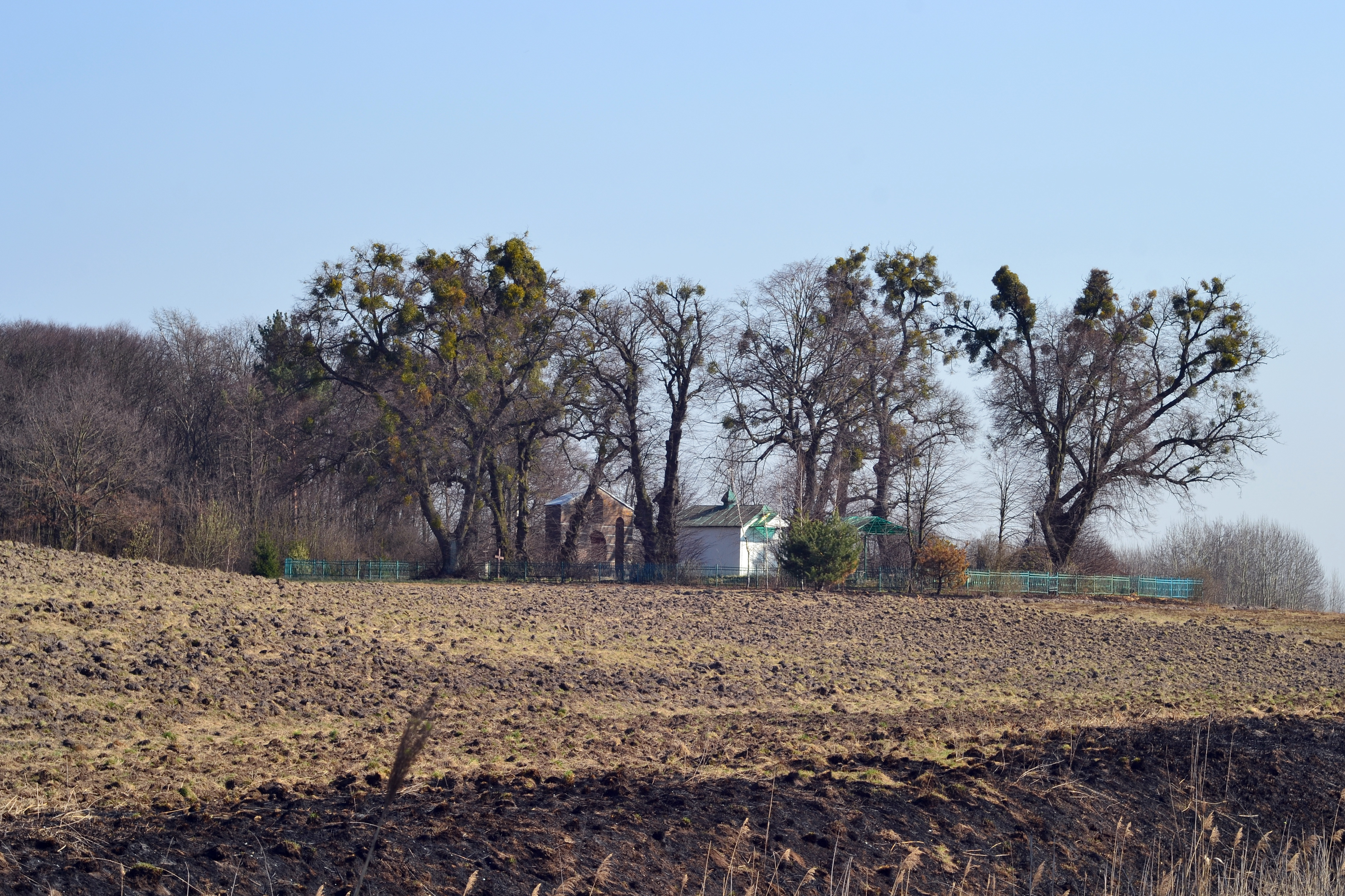
Меморіальний комплекс на місці знищеного с. Городиловичі (загальний вигляд з північного заходу)
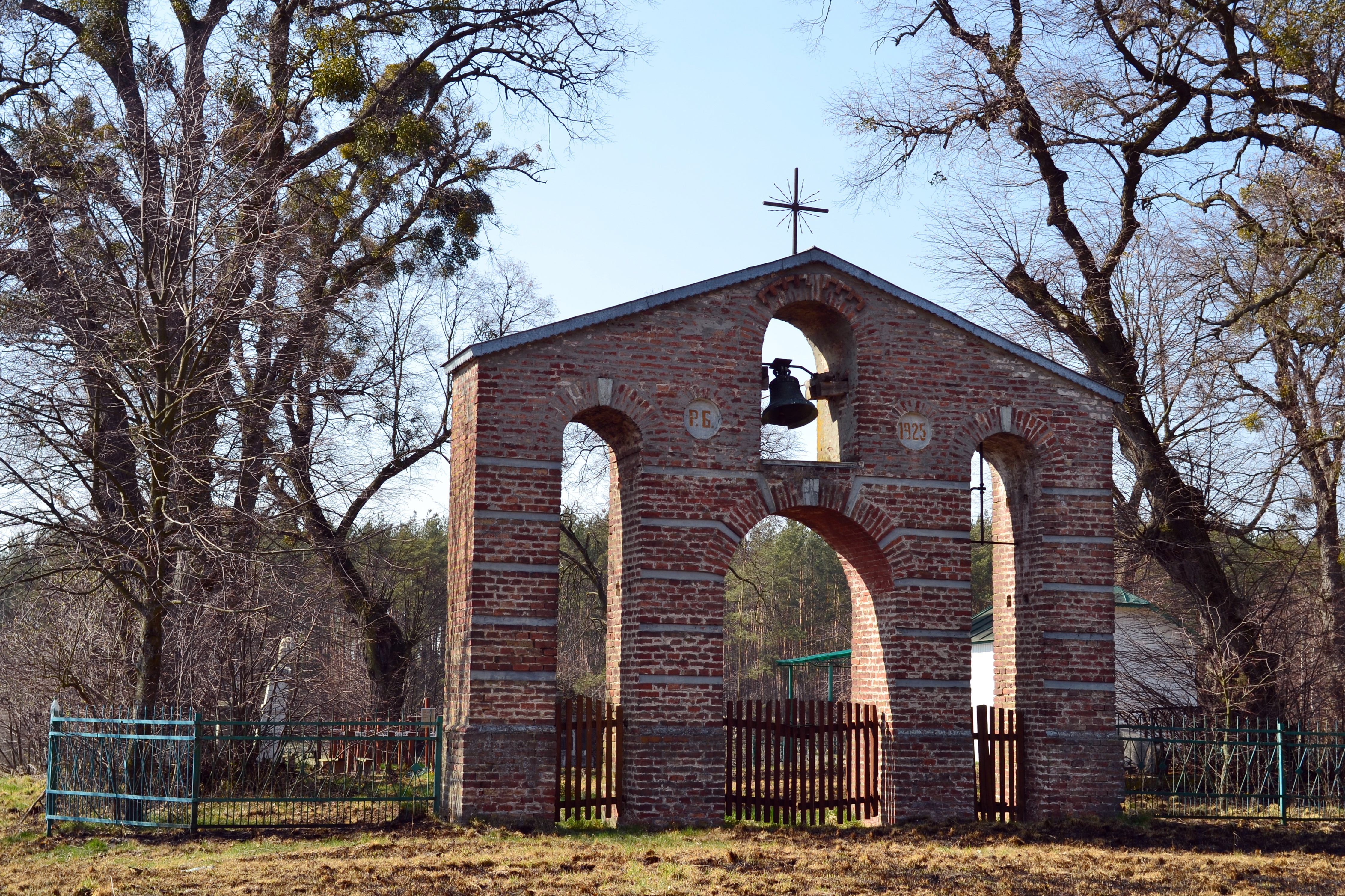
Меморіальний комплекс на місці знищеного с. Городиловичі (загальний вигляд зі сходу)
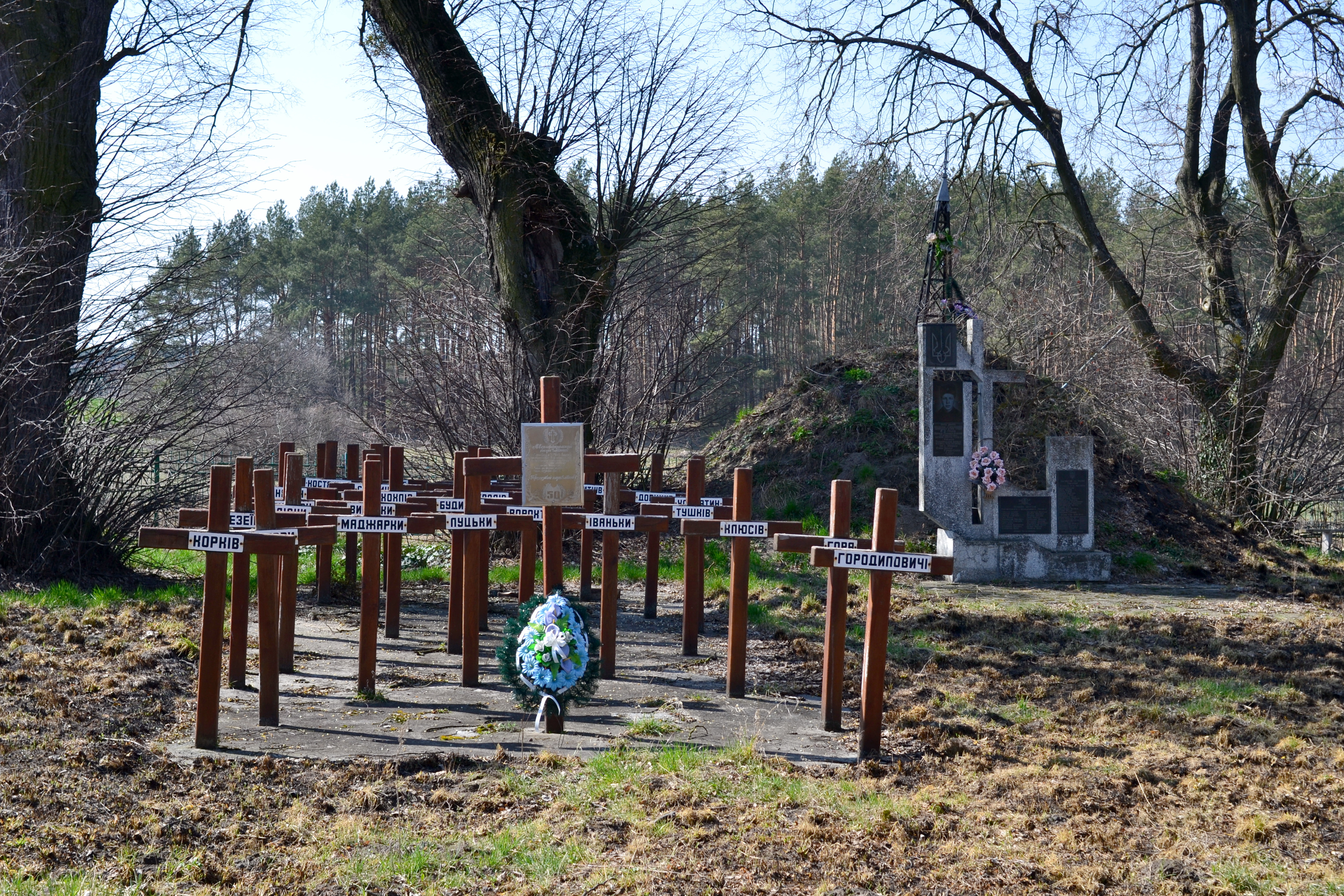
Меморіальний пам'ятник до 50-річчя знищення 68 сіл Сокальщини
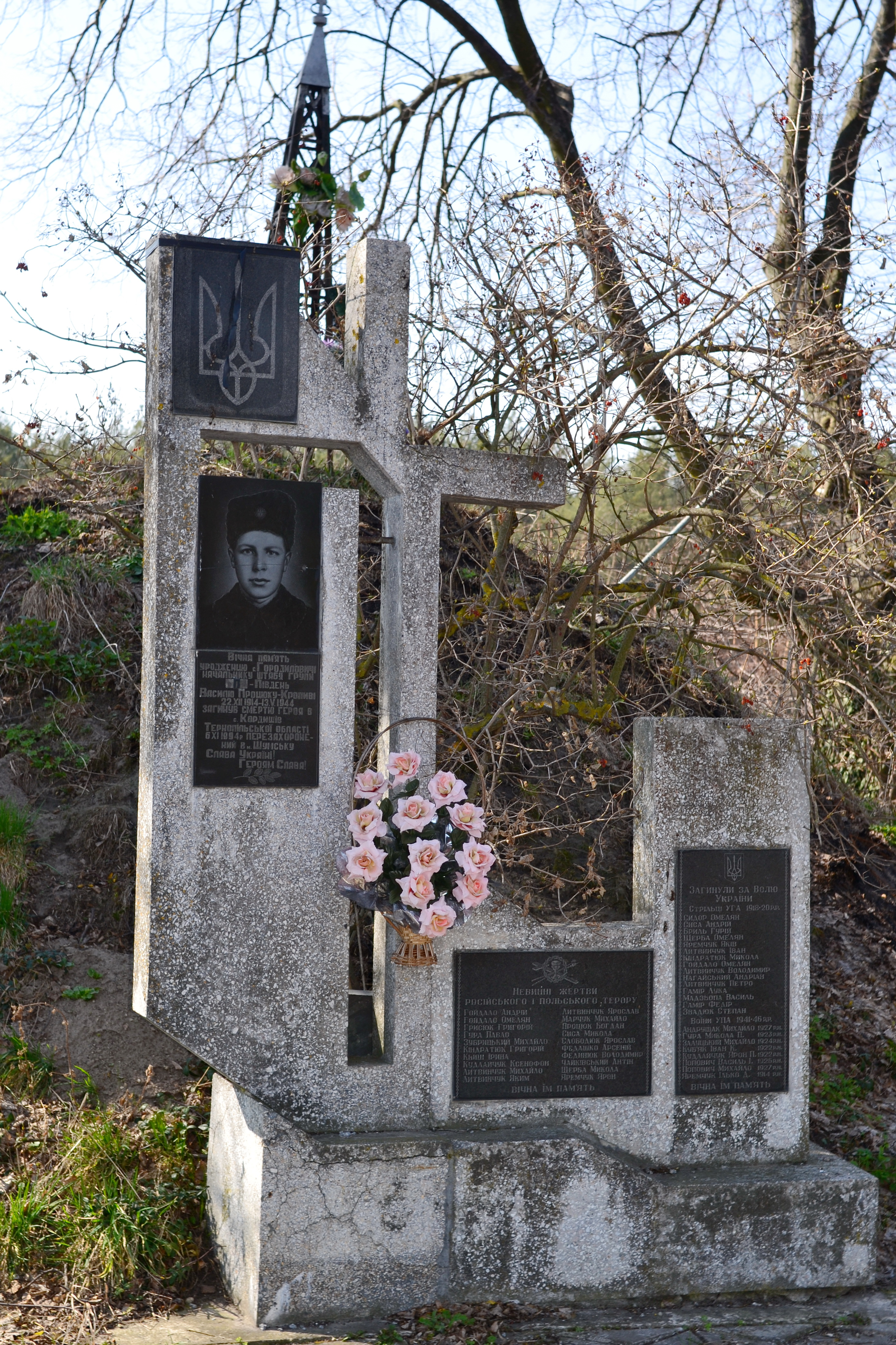
Пам'ятник Процюку В., «Кропиві», начальнику штабу УПА-Південь
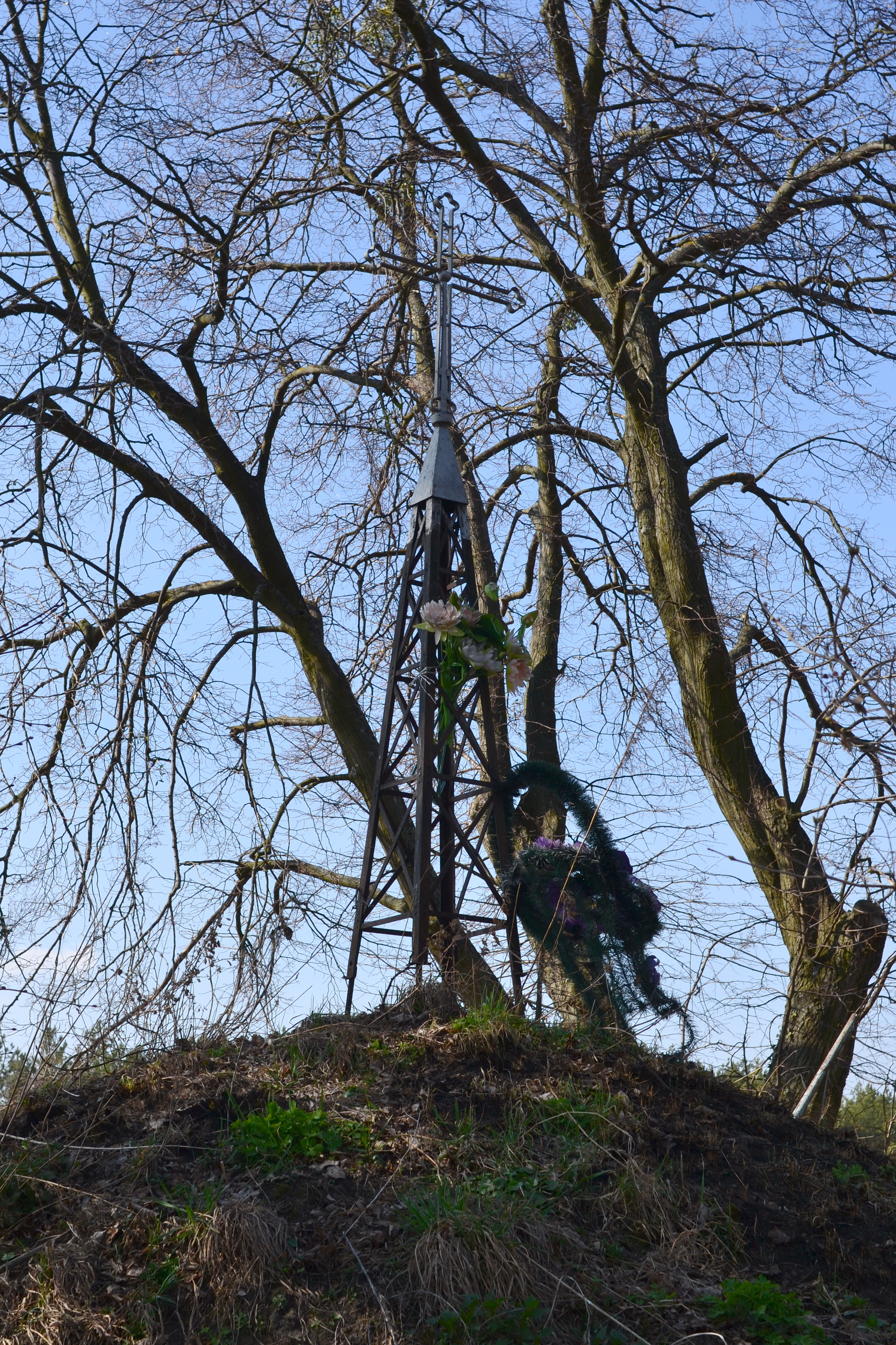
Хрест на символічній могилі на вшанування Січових Стрільців
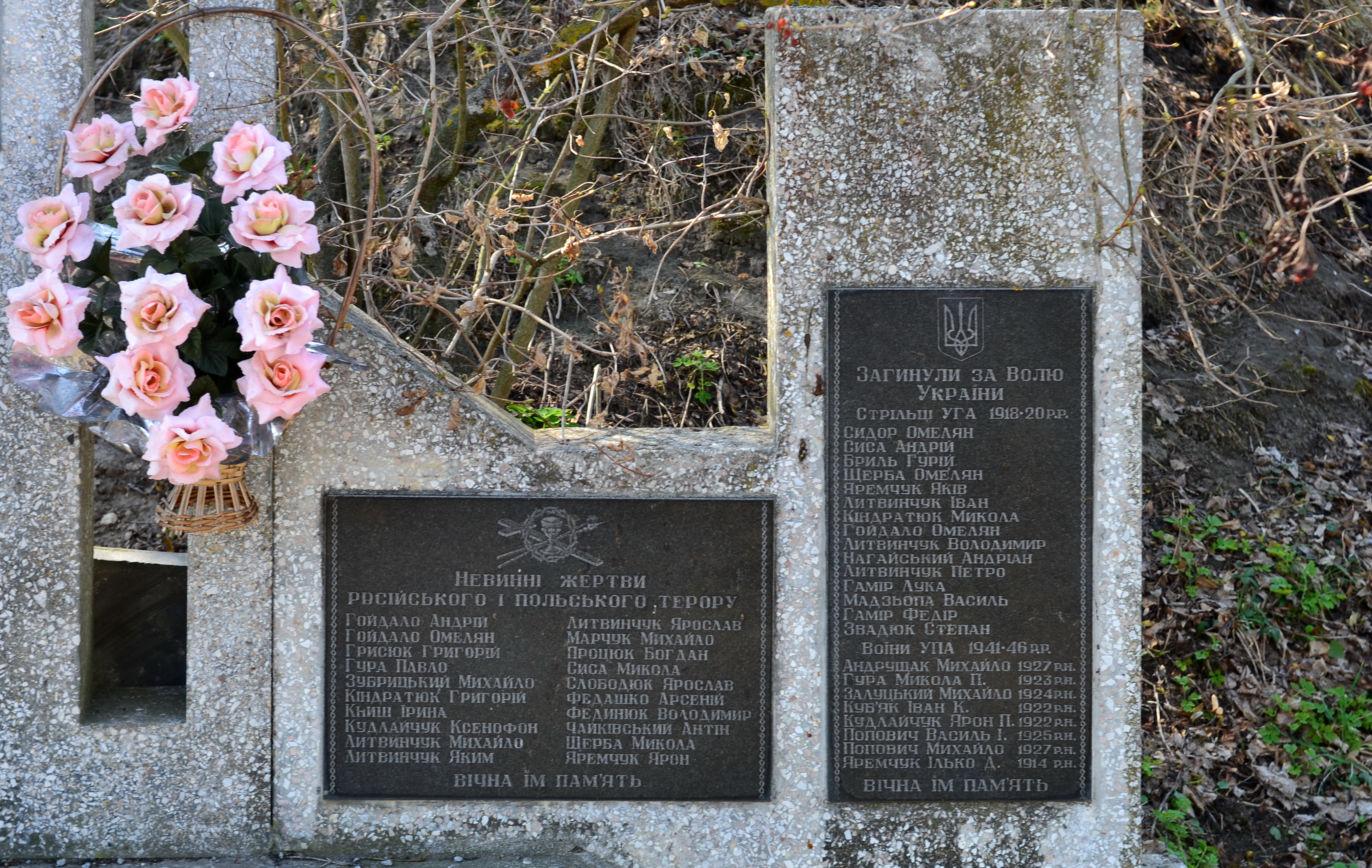
Пам'ятна дошка на символічній могилі на вшанування Січових Стрільців
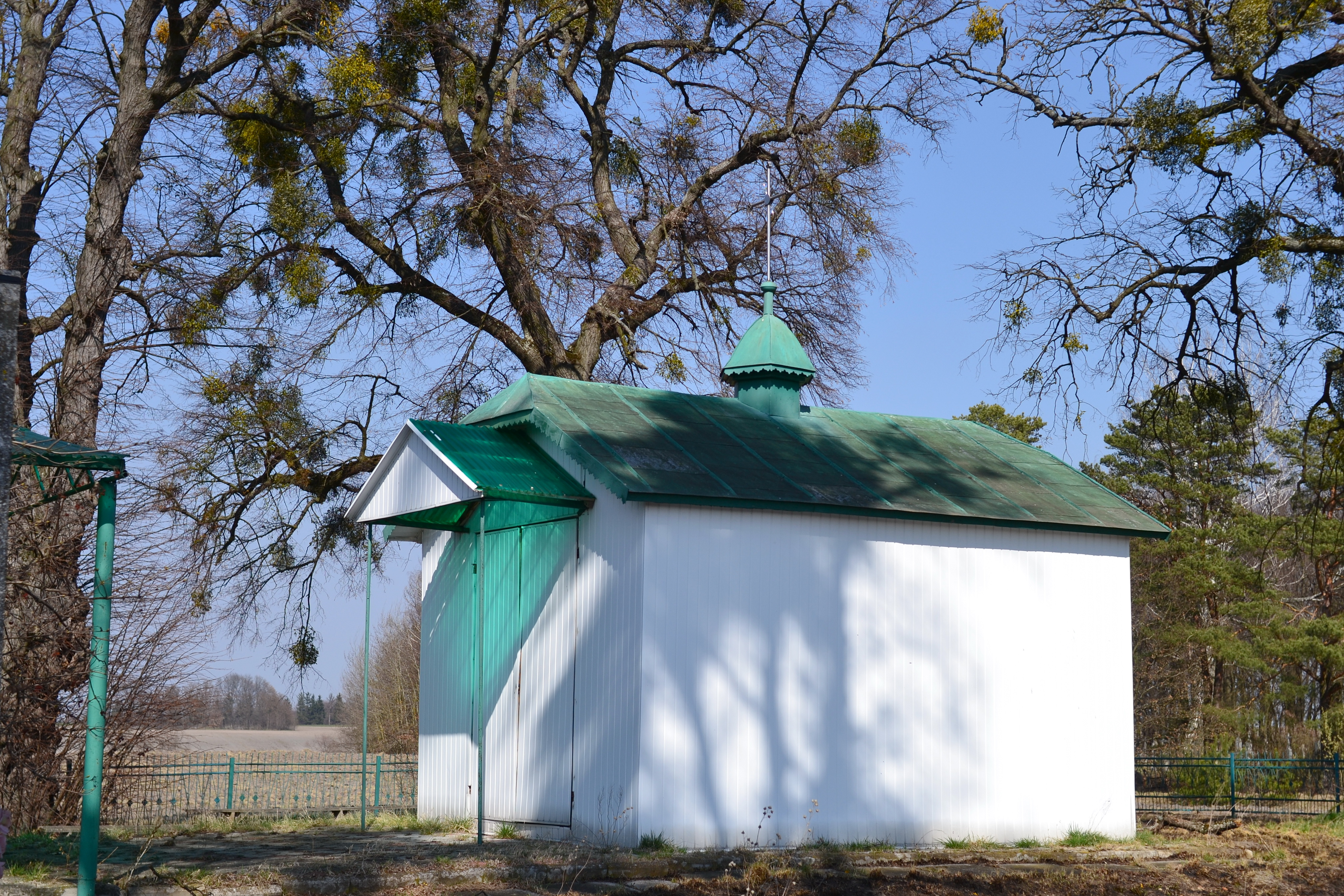
Каплиця
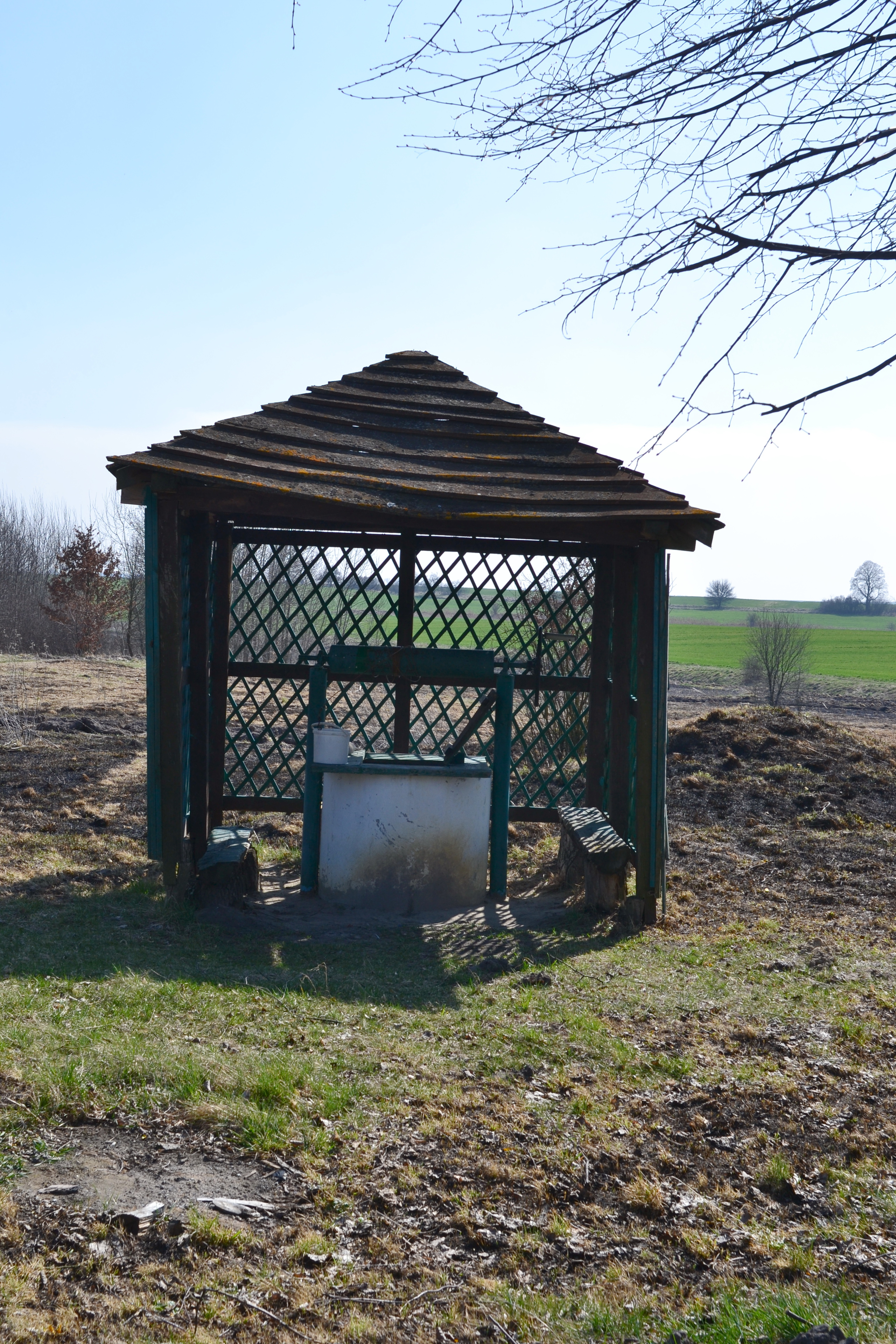
Криниця